# روي (نيومكسيكو)
روي (بالإنجليزية: Roy, New Mexico)‏ هي منطقة سكنية تقع في الولايات المتحدة في مقاطعة هاردينغ، نيومكسيكو. يقدر عدد سكانها بـ 234 نسمة ومساحتها 5.3 كم2 وترتفع عن سطح البحر 1,797 متر.

## التركيبة السكانية
حدّد مكتب تعداد الولايات المتحدة بيانات التركيبة السكانية لروي في تعداد الولايات المتحدة. في ما يلي، التركيبة السكانية حسب تعدادي 2000 و2010.

### تعداد عام 2000
بلغ عدد سكان روي 304 نسمة بحسب تعداد عام 2000، وبلغ عدد الأسر 150 أسرة وعدد العائلات 88 عائلة مقيمة في القرية. في حين سجلت الكثافة السكانية 57.5 نسمة لكل كيلومتر مربع (148.9/ميل2). وبلغ عدد الوحدات السكنية 206 وحدة بمتوسط كثافة قدره 38.9 لكل كيلومتر مربع (100.8/ميل2).
وتوزع التركيب العرقي للقرية بنسبة 83.22% من البيض و1.97% من الأمريكيين الأصليين و12.17% من الأعراق الأخرى و2.63% من عرقين مختلطين أو أكثر و52.63% من الهسبانيون أو اللاتينيون من أي عرق.
بلغ عدد الأسر 150 أسرة كانت نسبة 22% منها لديها أطفال تحت سن الثامنة عشر تعيش معهم، وبلغت نسبة الأزواج القاطنين مع بعضهم البعض 45.3% من أصل المجموع الكلي للأسر، ونسبة 10% من الأسر كان لديها معيلات من الإناث دون وجود شريك،  بينما كانت نسبة 3.3% من الأسر لديها معيلون من الذكور دون وجود شريكة وكانت نسبة 41.3% من غير العائلات. تألفت نسبة 38% من أصل جميع الأسر من عدة أفراد يعيشون في نفس المنزل ونسبة 24% كانت تتألف من شخص يعيش بمفرده يبلغ من العمر 65 عاماً أو أكثر. وبلغ متوسط حجم الأسرة المعيشية 2.03، أما متوسط حجم العائلات فبلغ 2.67.
بلغ العمر الوسطي للسكان 51.7 عاماً. وكانت نسبة 17.8% من القاطنين تحت سن الثامنة عشر، وكانت نسبة 5.3% بين الثامنة عشر والرابعة والعشرين عاماً، ونسبة 15.1% كانت واقعةً في الفئة العمرية ما بين الخامسة والعشرين والرابعة والأربعين عاماً، ونسبة 27.3% كانت ما بين الخامسة والأربعين والرابعة والستين، ونسبة 34.5% كانت ضمن فئة الخامسة والستين عاماً فما فوق. يوجد لكل 100 أنثى 96.1 ذكر، ويوجد لكل 100 أنثى في الثامنة عشر من عمرها فما فوق 98.4 ذكر.
بلغ متوسط دخل الأسرة في القرية 21,111 دولارًا، أما متوسط دخل العائلة فبلغ 41,667 دولارًا. وكان متوسط دخل الذكور 31,250 دولارًا مقابل 20,179 دولارًا للإناث. وسجل دخل الفرد الخاص بالقرية 17,651 دولارًا. وكانت نسبة 11.7% من العائلات ونسبة 15.2% من السكان تحت خط الفقر، وكان من هؤلاء نسبة 25% تحت سن الثامنة عشر ونسبة 13.7% في الخامسة والستين من العمر وما فوق.

## معرض صور

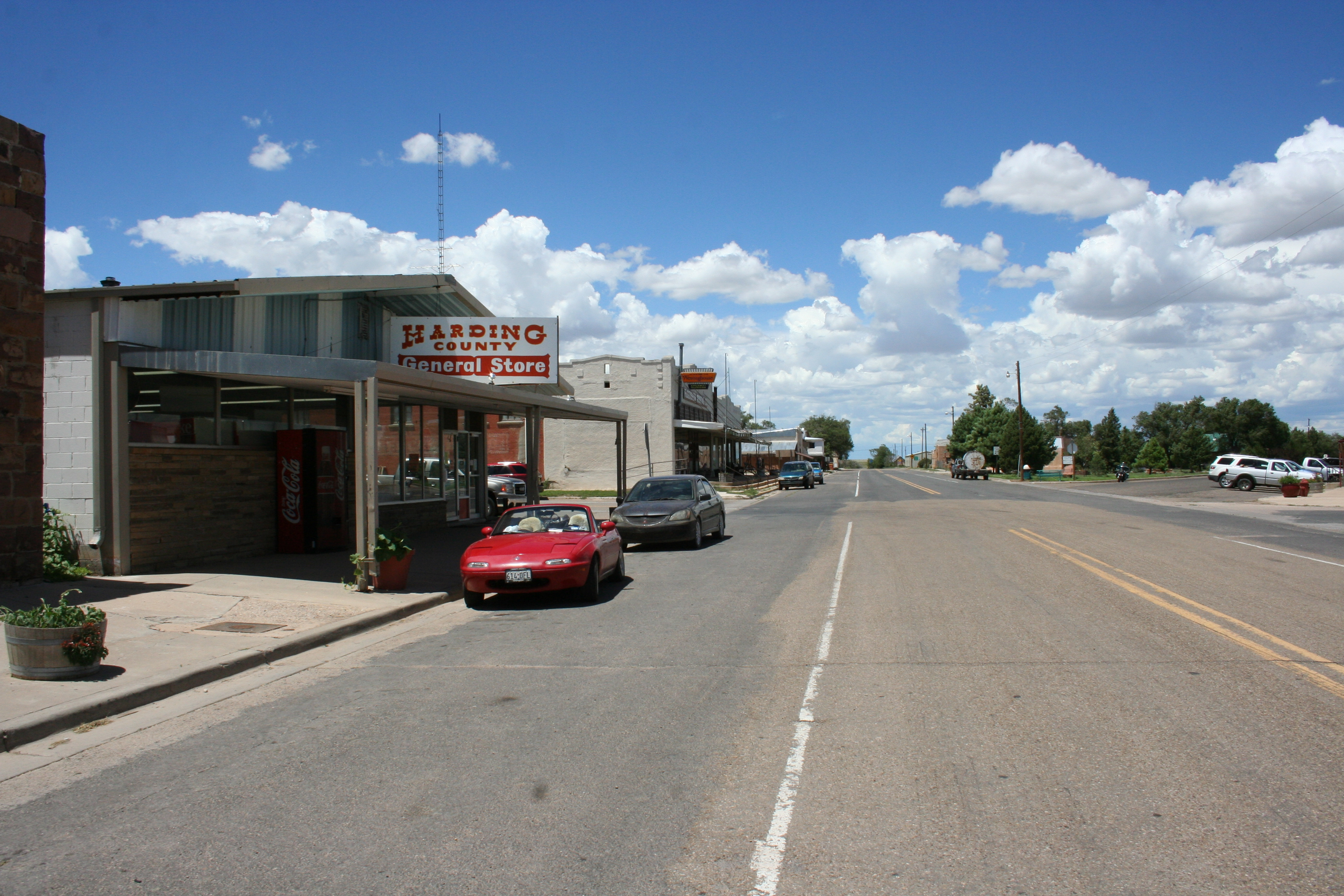
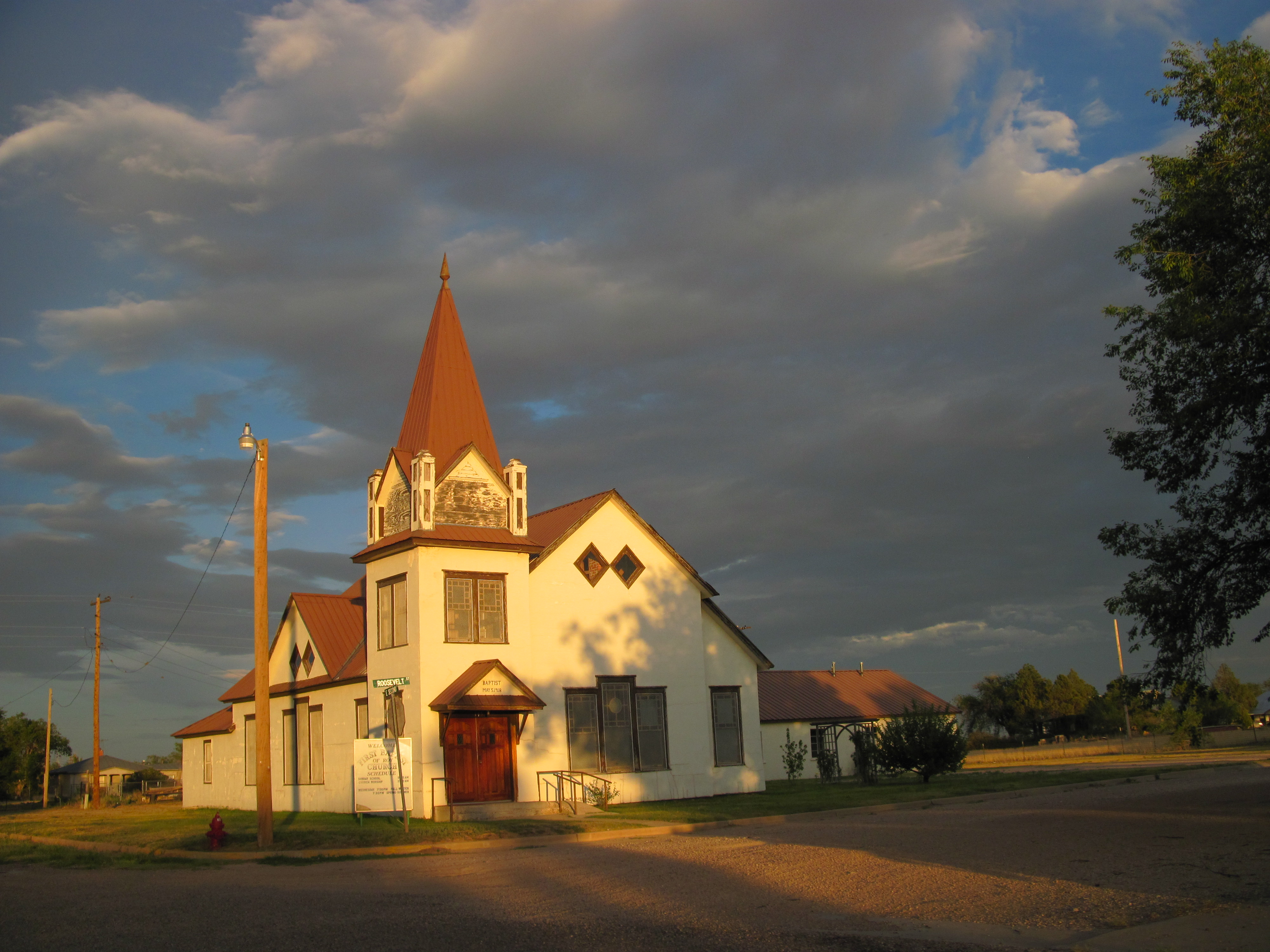
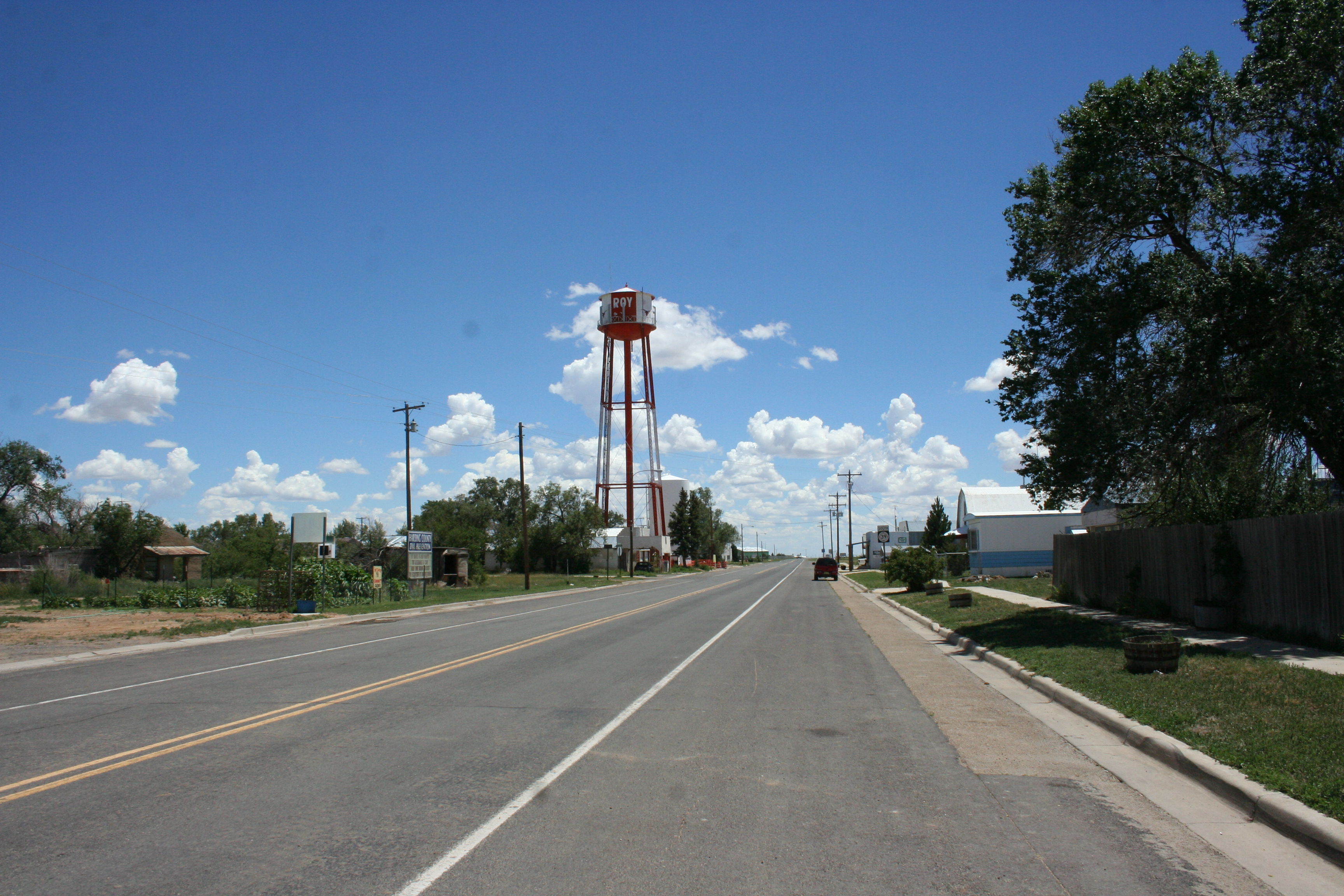

### تعداد عام 2010
بلغ عدد سكان روي 234 نسمة بحسب تعداد عام 2010، وبلغ عدد الأسر 123 أسرة وعدد العائلات 64 عائلة مقيمة في القرية. في حين سجلت الكثافة السكانية 44.2 نسمة لكل كيلومتر مربع (114.5/ميل2). وبلغ عدد الوحدات السكنية 191 وحدة بمتوسط كثافة قدره 36.1 لكل كيلومتر مربع (93.5/ميل2).
وتوزع التركيب العرقي للقرية بنسبة 83.76% من البيض و0.85% من الأمريكيين الأفارقة و1.28% من الأمريكيين الأصليين و12.39% من الأعراق الأخرى و1.71% من عرقين مختلطين أو أكثر و58.12% من الهسبانيون أو اللاتينيون من أي عرق.
بلغ عدد الأسر 123 أسرة كانت نسبة 15.4% منها لديها أطفال تحت سن الثامنة عشر تعيش معهم، وبلغت نسبة الأزواج القاطنين مع بعضهم البعض 38.2% من أصل المجموع الكلي للأسر، ونسبة 8.1% من الأسر كان لديها معيلات من الإناث دون وجود شريك،  بينما كانت نسبة 5.7% من الأسر لديها معيلون من الذكور دون وجود شريكة وكانت نسبة 48% من غير العائلات. تألفت نسبة 42.3% من أصل جميع الأسر من عدة أفراد يعيشون في نفس المنزل ونسبة 18.7% كانت تتألف من شخص يعيش بمفرده يبلغ من العمر 65 عاماً أو أكثر. وبلغ متوسط حجم الأسرة المعيشية 1.90، أما متوسط حجم العائلات فبلغ 2.52.
بلغ العمر الوسطي للسكان 55.0 عاماً. وكانت نسبة 13.7% من القاطنين تحت سن الثامنة عشر، وكانت نسبة 3.4% بين الثامنة عشر والرابعة والعشرين عاماً، ونسبة 14.5% كانت واقعةً في الفئة العمرية ما بين الخامسة والعشرين والرابعة والأربعين عاماً، ونسبة 37.2% كانت ما بين الخامسة والأربعين والرابعة والستين، ونسبة 31.2% كانت ضمن فئة الخامسة والستين عاماً فما فوق. وتوزع التركيب الجنسي للسكان بنسبة 52.1% ذكور و47.9% إناث.

## أعلام
- تومي ماكدونالد